# Lucien Juanico
Lucien Juanico (* 7. August 1923 in Algier, Algerien; † 30. September 2020 in Juan-les-Pins, Frankreich) war ein französischer Jazz- und Unterhaltungsmusiker (Trompete, auch Komposition).

## Leben und Wirken
Juanico lernte klassische Trompete in Algier bei Clément Perrin und arbeitete zunächst mit dem Akkordeonisten und Dirigenten von Radio Alger, Lucien Attard (1928–2007).
Juanico arbeitete ab 1951 als Musiker in Paris und spielte in den Orchestern von Eddie Warner (1952), Jacques Hélian, Michel Legrand, Jean-Claude Pelletier (1965) und Fred Gérard (1965). Im Bereich des Jazz war er laut Tom Lord zwischen 1955 und 1966 an sechs Aufnahmesessions beteiligt, unter anderem mit Christian Chevallier, André Persiany, den Trumpet Brothers von Jacques Jay, 1966 auch bei Dany Doriz.  Mit seinem Orchester begleitete er in dieser Zeit auch seine Frau als Chansonsängerin Paola („Il papagallo“). Unter eigenem Namen (Juanico et sa Trompette) legte er neben mehreren Singles die EP O.K. Big Bill  und 1977 die Easy-Listening-LP  50% Slow 50% Rythme auf dem Barclay-Label Riviera vor; darauf spielte Juanico Coverversionen von Pophits der Zeit wie „Besame Mucho“, „La valse des lilas“, „Sur les quais du vieux Paris“ und auch „Poète et paysan“, Franz von Suppés Ouvertüre zu „Dichter und Bauer“. 1982 trat er wieder mit den New Old Sharks von Fred Gérard auf. Noch 1992 war er im Fernsehen mit Ben & sa Tumba zu sehen. Dann lebte er an der Côte d’Azur.